# Qiantang (Hangzhou)
Der Stadtbezirk Qiantang (钱塘区,  Qiántáng Qū) ist ein Stadtbezirk der Unterprovinzstadt Hangzhou, der Hauptstadt der Provinz Zhejiang in der Volksrepublik China. Er hat eine Fläche von 503,9 km² und zählt 769.150 Einwohner (Stand: Zensus 2020).